# Motel 6

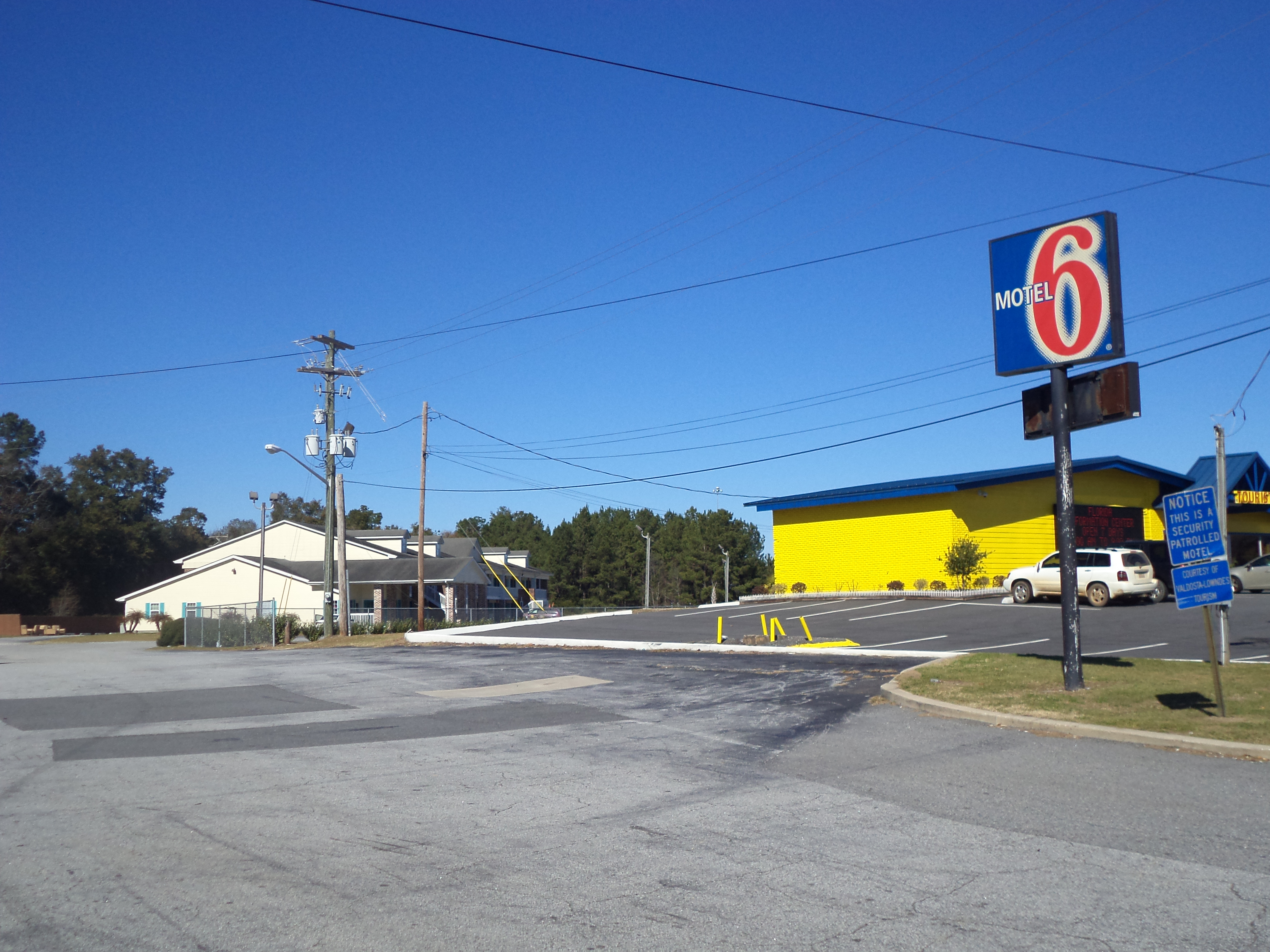
Motel 6 w Lake Park, USA, fot. 2014 r.

Motel 6 – sieć tanich moteli w USA i Kanadzie, których właścicielem jest Accor Hotels.
Pierwszy Motel 6 powstał w 1962 roku w Santa Barbara w Kalifornii. Nazwa sieci pochodzi od ceny za nocleg, która wynosiła 6 USD za noc. Motel 6 posiada obecnie ponad 900 obiektów noclegowych z przeszło ponad 91 tysiącami pokojami w Stanach Zjednoczonych i Kanadzie.